# Anna Jobin

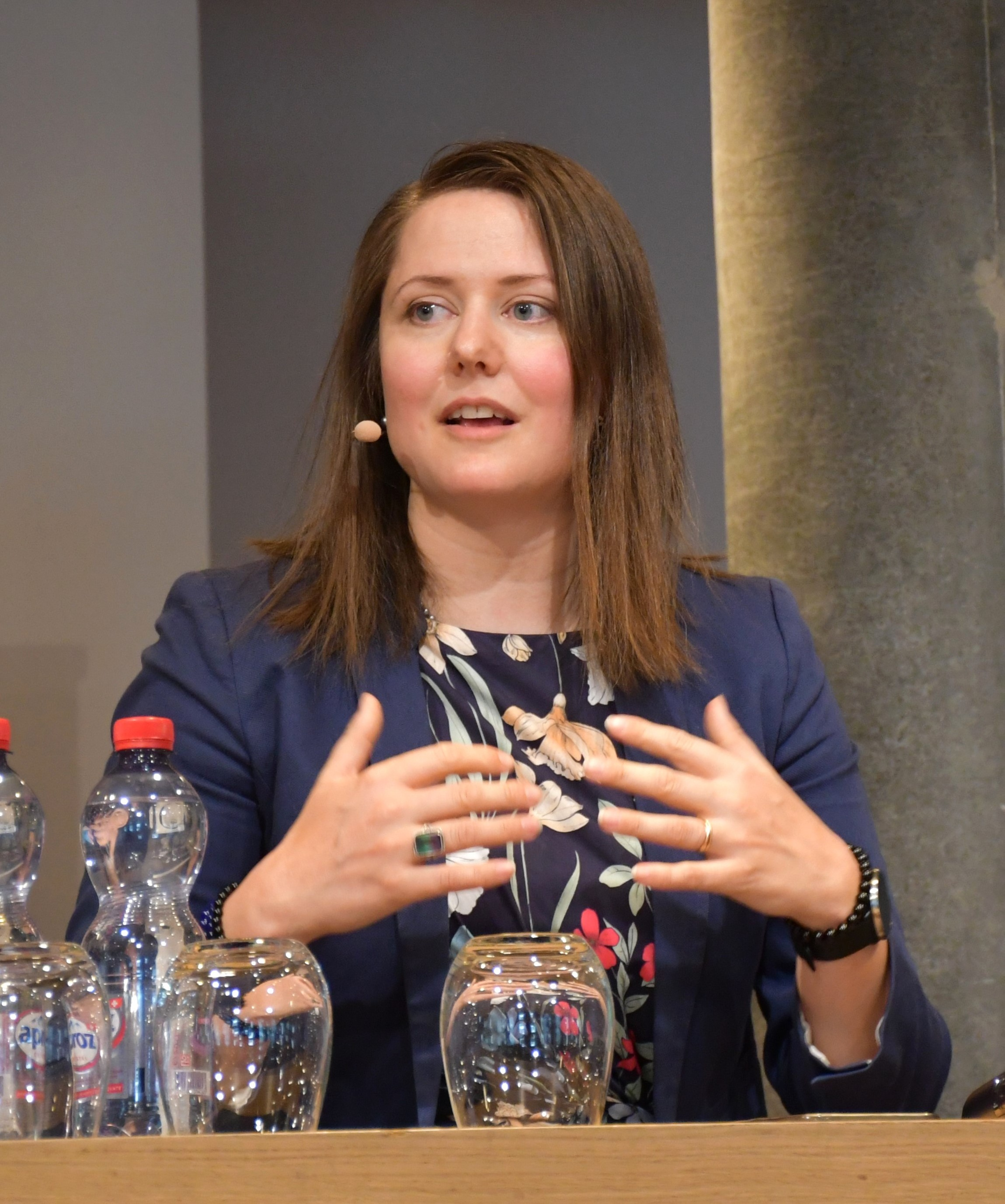
Anna Jobin (2024)

Anna Jobin (* 1982 in Belp) ist eine Schweizer Forscherin zu digitaler Ethik und Algorithmen und seit 2021 Präsidentin der Eidgenössischen Medienkommission.

## Leben und Ausbildung
Anna Jobin wuchs in Belp bei Bern auf. Sie schloss im Jahr 2011 ihre Studien an der Universität Fribourg in den Fächern Soziologie, Volkswirtschaft und Wirtschaftsinformatik mit dem Lizentiat (bilingue, magna cum laude) ab. Weitere zertifizierte Ausbildungen folgten an der Universität Bern (Projektmanagement, 2012, sowie Leadership und Management Skills, 2021) und an der EPFL Lausanne (Hochschulunterricht, 2015).
Von 2008 bis 2016 war sie in Lausanne als Beraterin für Social Media wirtschaftlich tätig. Von 2015 bis 2016 lehrte sie als Dozentin für Neue Bildpraktiken an der Höheren Fachausbildung Photographie am Centre d’enseignement professionnel de Vevey (CEPV). Sie ist beratendes Mitglied des ZeMKI an der Universität Bremen.

## Forschung
Jobin schloss ihr Doktorat in Sozialwissenschaften im Jahr 2019 an der Universität Lausanne mit einer Promotion über die gesellschaftlichen Dimensionen algorithmischer Systeme ab. Davor hatte sie Forschungsaufenthalte als Visiting Researcher an der Tufts University und der Cornell University. Anschliessend war sie als Postdoc an der ETH Zürich am Health Ethics & Policy Lab tätig.
Seit 2021 forscht sie am Alexander von Humboldt Institut für Internet und Gesellschaft (HIIG) in Berlin im internationalen Forschungsprojekt «Shaping 21st Century AI – Konflikte und Entwicklungspfade» und analysiert als Senior Researcher «Künstliche Intelligenz» als soziotechnische Institution in Politik, Medien und Wissenschaft; sie wirkt zudem im Konsortiumslead des Projekts mit.

## Gesellschaftliches Engagement
Seit Januar 2020 ist Jobin Mitglied sowie seit Oktober 2021 Präsidentin der Eidgenössischen Medienkommission (EMEK). Sie spricht regelmässig an Konferenzen und in den Medien über die Themen Künstliche Intelligenz, Algorithmen und Digitalisierung.
Sie ist Mitglied der Jungen Akademie Schweiz. Sie engagiert sich in der Ethik-Arbeitsgruppe der Association of Internet Researchers, wo sie an den Ethik-Richtlinien 3.0 für Internetforschung mitgearbeitet hat. Sie ist gewähltes Vorstandsmitglied der Swiss Association for the Studies of Science, Technology & Society (STS-CH) und ist Mitglied der Steuerungsgruppe beim Swiss Internet Governance Forum.

## Veröffentlichungen
- mit Marcello Ienca, Effy Vayena: The global landscape of AI ethics guidelines. In: Nature Machine Intelligence. 2. September 2019, S. 389–399.
- Ethische Künstliche Intelligenz – von Prinzipien zu Prozessen. In: Markus Hengstschläger u. a. (Hrsg.): Digitaler Wandel und Ethik. Wien 2020.
- Diagnose: Ambivalenz. Freiheit im digitalen Zeitalter. In: Min Li Marti, Jean-Daniel Strub (Hrsg.): Freiheit. Baden 2019.
- mit Eduardo Belinchon de la Banda, Benjamin Bollmann, Jessica Cussins Newman, Jonas Nakonz: Towards an Inclusive Future in AI. A Global Participatory Process. Policy Recipes. Zürich 2019.